# Toms Skujiņš
Toms Skujiņš (* 15. Juni 1991 in Sigulda) ist ein lettischer Radrennfahrer.

## Sportliche Laufbahn
2011 erhielt Toms Skujiņš beim französischen UCI Continental Team La Pomme Marseille seinen ersten Vertrag. Dort wurde er in seinem ersten Jahr hinter Salvatore Puccio Zweiter der U23-Austragung der Flandern-Rundfahrt. 2012 nahm er im Alter von 21 Jahren erstmals an der Tour de l’Avenir teil, die er auf dem 44. Gesamtrang beendete. In der Saison des Jahres 2013 fuhr Toms Skujiņš seine ersten Erfolge ein, als er zunächst eine Etappe der Tour de Blida in Algerien gewann und später die Gesamtwertung des Course de la Paix der U23 Klasse für sich entschied. Weiters holte er als Dritter der lettischen Meisterschaften den nationalen Titel in der Klasse U23 im Straßenrennen. Gegen Ende der Saison bestritt Skujiņš mehrere Rennen für die lettische Nationalmannschaft und gewann die Bronzemedaille im Straßenrennen der U23-Europameisterschaften, ehe er Fünfter beim U23 Straßenrennen der Straßenweltmeisterschaften wurde. Bei seinem zweiten Antritt wurde er zudem Gesamtneunter der Tour de l’Avenir.
Ab dem Jahr 2014 ging Toms Skujiņš für das US-amerikanische Hincapie Sportswear Development Team an den Start und absolvierte zahlreiche Rennen in Nordamerika. Bei der Tour de Beauce gewann er im selben Jahr zwei Etappen und sicherte sich so die Gesamtwertung des kanadischen Etappenrennens. Weiters setzte er sich auch in der Nachwuchs- und Punktewertung durch und wurde Zweiter der Bergwertung. In seiner zweiten Saison gewann Skujiņš eine Etappe der Kalifornien-Rundfahrt und führte die Gesamtwertung für drei Tage an, ehe er schlussendlich auf den 33. Gesamtrang zurückfiel. Nachdem er die Winston-Salem Cycling Classic als Solist für sich entschied, verlor er die Gesamtführung der Tour de Beauce am letzten Renntag an den Spanier Pello Bilbao. Am Ende der Saison zeigte Skujiņš mit weiteren Top-Resultaten auf und beendete die USA Pro Challenge und Tour of Alberta in den Top 10 der Gesamtwertung. Aufgrund seiner Ergebnisse führte er am Ende des Jahres 2015 die Rangliste der UCI America Tour an.
Im Jahr 2016 erhielt Toms Skujiņš im Alter von 24 Jahren einen Vertrag bei dem US-amerikanischen UCI WorldTeam Cannondale Pro Cycling. Nachdem er mit der Flandern-Rundfahrt und den Ardennen-Klassikern große europäische Eintagesrennen bestritten hatte, kehrte er nach Nordamerika zurück und gewann erneut eine Etappe der Kalifornien-Rundfahrt. Bei den nationalen Meisterschaften gewann er die Bronzemedaille im Straßenrennen und Zeitfahren der Elite-Klasse und vertrat die lettische Nationalmannschaft bei den Olympischen Spielen von Rio de Janeiro. Im Jahr 2017 gewann Skujiņš eine Etappe der Settimana Internazionale Coppi e Bartali und musste sich in der Gesamtwertung nur dem Franzosen Lilian Calmejane geschlagen geben. Nach Platz zwei bei den lettischen Zeitfahrmeisterschaften, gab Toms Skujiņš sein Grand-Tour-Debüt bei der Vuelta a España 2017, die er als 123. beendete.

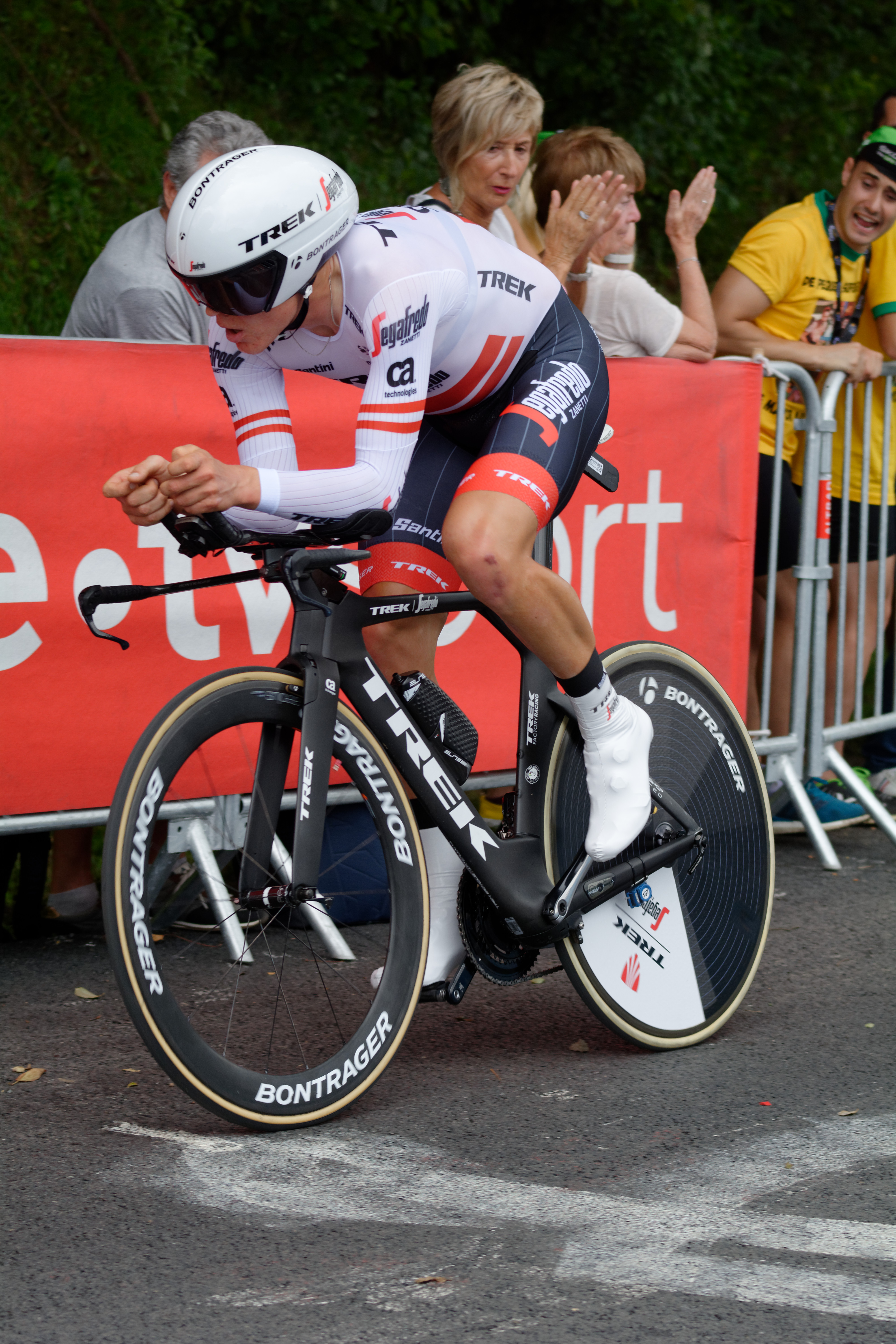
Toms Skujiņš im Trikot des lettischen Meisters bei der Tour de France 2018

Nach zwei Jahren wechselte Skujiņš zum UCI WorldTeam Trek-Segafredo und gewann zum Saisonauftakt mit der Trofeo Lloseta-Andratx ein Rennen der Mallorca Challenge. Weiters feierte er seinen dritten Etappensieg bei der Kalifornien-Rundfahrt, die mittlerweile zu einem Rennen der UCI WorldTour aufgestiegen war und somit der höchsten Rennserie im Straßenradsport angehörte. Nachdem er sich erstmals den lettischen Titel im Einzelzeitfahren sichern konnte, ging er bei der Tour de France 2018 an den Start, die er als 82. der Gesamtwertung beendete. Am Ende der Saison setzte sich Skujiņš im Sprint aus einer kleinen Gruppe bei der Tre Valli Varesine durch. In den vier nachfolgenden Jahren bestritt Toms Skujiņš jährlich die Tour de France, wobei der 60. Rang im Jahr 2022 seine beste Gesamtplatzierung markierte. Auf der 8. Etappe der Tour de France 2020 wurde er aus der Fluchtgruppe hinter Nans Peters Zweiter eines anspruchsvollen Pyrenäen-Abschnitts. Weiters zeigte der Lette immer wieder bei den hügligen Eintagesrennen auf und setzte sich im Jahr 2022 in der Bergwertung der Tour de Romandie durch. Von 2018 bis 2023 wurde er insgesamt sechs Mal nationaler Meister, wobei er sich zwei Mal im Straßenrennen und vier Mal im Einzelzeitfahren durchsetzte.
Im Jahr 2023 ging Toms Skujiņš erstmals beim Giro d’Italia an den Start und musste sich auf der 12. Etappe nur dem Deutschen Nico Denz im Zwei-Mann-Sprint geschlagen geben. In der Gesamtwertung der Italien-Rundfahrt, fuhr er mit dem 31. Rang sein bislang bestes Ergebnis bei einer Grand Tour ein. Im Anschluss gewann er das finnische Gravelrennen FNLD GRVL, wurde Sechster der Clásica San Sebastián und Fünfter des Circuito de Getxo, ehe er im Straßenrennen der Straßenradsport-Weltmeisterschaften im schottischen Glasgow den achten Platz belegte.
2024 präsentierte sich Skujiņš als einer der stärksten Fahrer beim Omloop Het Nieuwsblad und wurde eine Woche später hinter Tadej Pogačar Zweiter der Strade Bianche. Beim olympischen Straßenrennen 2024 wurde er Fünfter. Bei den Straßenradsport-Weltmeisterschaften 2024 wurde er Vierter.

## Erfolge
2013
- eine Etappe Tour de Blida
- Gesamtwertung und eine Etappe Grand Prix Priessnitz spa
- Lettischer Meister – Straßenrennen (U23)
- Europameisterschaft – Straßenrennen (U23)

2014
- Gesamtwertung, Nachwuchswertung, Punktewertung und zwei Etappen Tour de Beauce

2015
- eine Etappe Kalifornien-Rundfahrt
- Winston-Salem Cycling Classic
- Gesamtwertung UCI America Tour

2016
- eine Etappe Kalifornien-Rundfahrt

2017
- eine Etappe Settimana Internazionale

2018
- Trofeo Lloseta-Andratx
- eine Etappe und Bergwertung Kalifornien-Rundfahrt
- Lettischer Meister – Einzelzeitfahren
- Tre Valli Varesine

2019
- Lettischer Meister – Straßenrennen

2021
- Lettischer Meister – Straßenrennen, Einzelzeitfahren

2022
- Bergwertung Tour de Romandie
- Lettischer Meister – Einzelzeitfahren

2023
- Lettischer Meister – Einzelzeitfahren

2025
- Lettischer Meister – Straßenrennen, Einzelzeitfahren

## Grand-Tour-Platzierungen
| Grand Tour            | 2017 | 2018 | 2019 | 2020 | 2021 | 2022 | 2023 | 2024 | 2025 |
| --------------------- | ---- | ---- | ---- | ---- | ---- | ---- | ---- | ---- | ---- |
| Giro d’ItaliaGiro     | –    | –    | –    | –    | –    | –    | 31   | –    | –    |
| Tour de FranceTour    | –    | 82   | 81   | 81   | 71   | 60   | –    | 45   | 95   |
| Vuelta a EspañaVuelta | 123  | –    | –    | –    | –    | –    | –    | –    |      |